# 12th (Yorkshire) Parachute Battalion
Le 12th (Yorkshire) Parachute Battalion est un bataillon d'infanterie aéroportée du Parachute Regiment, créé par l'armée britannique pendant la Seconde Guerre mondiale. Le bataillon est mis sur pied en mai 1943 par la conversion du 10e bataillon du Green Howards (en) à un nouveau rôle de troupes aéroportées. Il est affecté à la 5e brigade parachutiste, de la 6e division aéroportée en mai 1943.
Le bataillon prend part à l'opération Tonga lors du débarquement de Normandie, en s'emparant de Ranville qu'il tient contre plusieurs contre-attaques allemandes. Il participe ensuite à la bataille de Bréville (en) et joue un rôle dans l'avancée de la 6e division aéroportée vers la Seine, après quoi il est rapatrié en Angleterre en septembre 1944. Le bataillon est à nouveau déployé en France, sur la Meuse avec la 5e brigade parachutiste pendant l'offensive allemande des Ardennes en décembre. Sa dernière mission en Europe est l'opération Varsity, la traversée du Rhin en mars 1945. Le bataillon avance ensuite en Allemagne et atteint la mer Baltique au moment de la capitulation de l'Allemagne.
Après la fin de la guerre en Europe, le bataillon est envoyé en Extrême-Orient, où il participe à des opérations en Malaisie et à Java. En 1946, le bataillon rejoint la 6e division aéroportée en Palestine, où il est dissous. En 1947, un nouveau 12e bataillon est créé au sein de la 16e division aéroportée (en) de la Territorial Army, sans reprendre les traditions de son prédécesseur.